# Bladloper
De bladloper (Mesovelia furcata) is een wants van de Bladlopers (Mesoveliidae). Hij komt voor op stilstaande wateren en is vaak te vinden op drijvende bladeren van waterlelies.

## Kenmerken
Hij lijkt op de bladluis. Zijn kleur is groenig of olijfkleurig en zijn lengte is 3-3,5 mm. Hij heeft een kenmerkende, uitgelopen donkere tekening op de rugzijde.

## Levenswijze
De wantsen houden zich vaak in dichte groepen op op de bladeren van waterlelies en andere drijvende bladeren. Hun kleur werkt goed als schutkleur. Ze voeden zich door aan op het water gevallen insecten te zuigen.